# Viktor Rossi
Viktor Rossi (ur. 31 października 1968 w Bernie) – szwajcarski polityk, urzędnik państwowy. W latach 2019–2023 wicekanclerz federalny Szwajcarii. Kanclerz federalny od 2024.

## Życiorys
Rossi uczęszczał do szkoły podstawowej i średniej w kantonie Berno, praktykował jako kucharz w latach 1984–1987, uzyskał dyplom dojrzałości z ekonomii w prywatnej szkole Humboldtianum w Bernie, a następnie uzyskał tytuł nauczyciela prawa i ekonomii na Uniwersytecie Berneńskim w 1996 roku. W 2015 r. ukończył zaawansowane studia prawnicze na Uniwersytecie w Bernie. Po ukończeniu studiów rozpoczął nauczanie handlu w szkole handlowej (BFB) w Biel, a następnie kierował szkołą w 1999 roku. Równolegle był najpierw wiceprzewodniczącym konferencji rektorów szkół handlowych w kantonie Berno w latach 2004–2009, a następnie przewodniczącym w 2009.
Rossi dołączył do Federalnego Urzędu Kanclerskiego Szwajcarii w październiku 2010, kierując działem zarządzania dokumentacją i logistyki. W 2015 był delegowanym przełożonym kanclerza federalnego Waltera Thurnherra ds. projektu informatycznego GENOVA. 
W grudniu 2018 Rada Federalna wybrała Viktora Rossiego na wicekanclerza Szwajcarii. Objął urząd 1 maja 2019 i kierował sprawami Rady Federalnej.
W grudniu 2023 wziął udział w wyścigu o następstwo Waltera Thurnherra na stanowisku kanclerza Konfederacji. Urząd kanclerza objął 1 stycznia, zastępując Waltera Thurnherra.
Viktor Rossi jest rodowitym Niemcem i Włochem. Jest żonaty i jest ojcem dwójki dzieci.